# ملکه نفرین‌شده
«ملکه نفرین شده» (انگلیسی: The Queen of the Damned) یک کتاب از آن رایس است که توسط انتشارات آلفرد ای. کناف منتشر شد.
این کتاب در سال ۱۹۸۸ با ۴۴۸ صفحه به زبان انگلیسی در کشور آمریکا چاپ شده‌است.